# Byron Dorgan

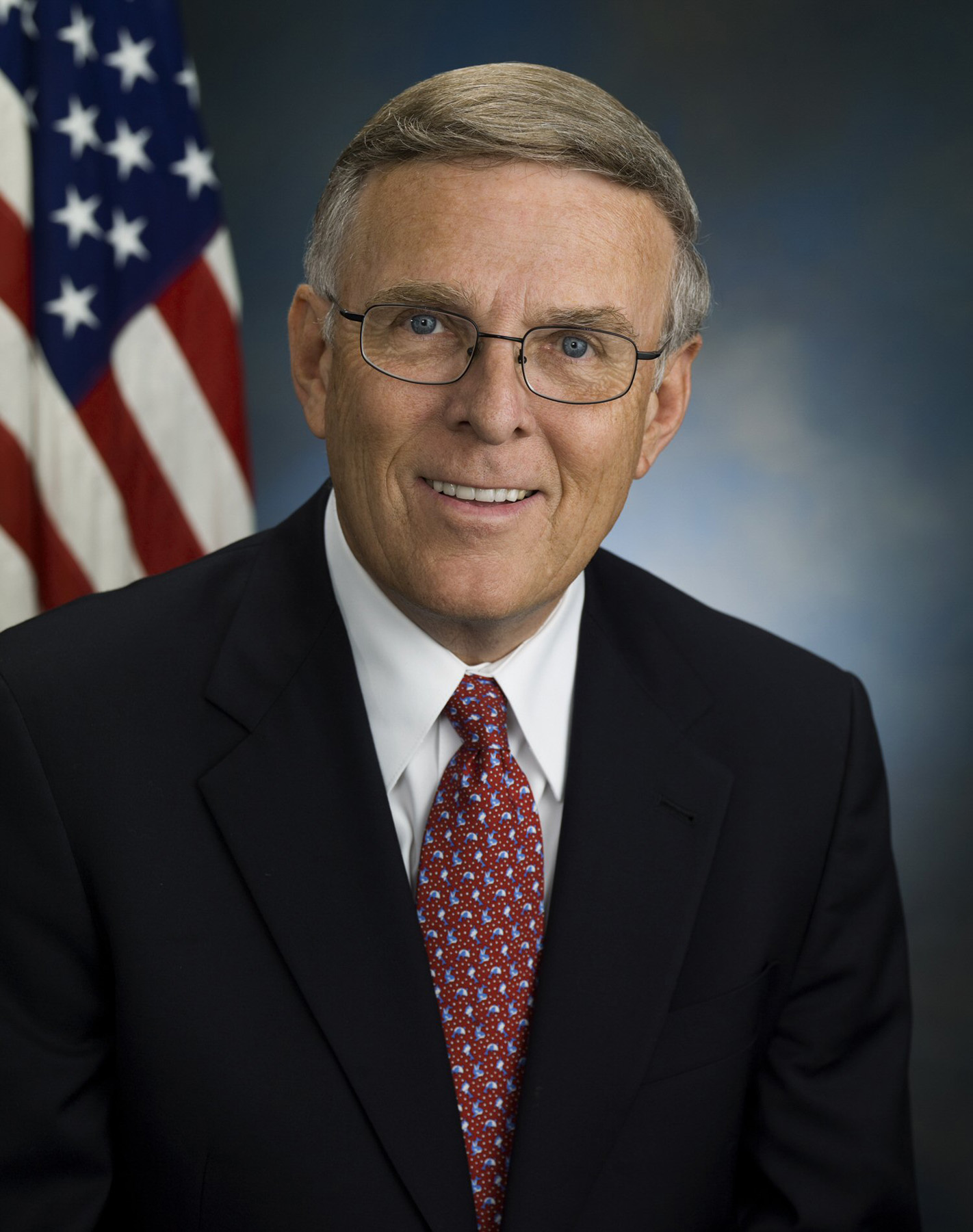
Byron Dorgan

Byron Leslie Dorgan (* 14. Mai 1942 in Dickinson, North Dakota) ist ein US-amerikanischer Politiker der Demokratischen Partei. Er vertrat den Bundesstaat North Dakota ab 1981 im US-Repräsentantenhaus und von 1992 bis 2011 im US-Senat.

## Leben
Byron Dorgan wuchs in Regent im Hettinger County auf. Er besuchte die dortige High School und erreichte 1964 einen Bachelor an der University of North Dakota. Den Master bekam er 1966 an der University of Denver.
Dorgan war von 1981 bis 1992 Abgeordneter im US-Repräsentantenhaus. Im Jahr 1992 gewann er die Wahl zur Nachfolge Kent Conrads für den Senat der Vereinigten Staaten und trat seit Mandat nicht, wie üblich, am 3. Januar des folgenden Jahres, sondern bereits am 14. Dezember 1992 an, da Conrad nach dem Tod des zweiten Senators aus North Dakota, Quentin N. Burdick, in einer außerordentlichen Nachwahl am selben Termin dessen Mandat angetreten hatte. Im Senat stand Dorgan ab 2007 dem Committee on Indian Affairs vor. Zuletzt wurde er bei der Wahl 2004 mit einem Stimmenanteil von 68 Prozent gegen den Republikaner Mike Liffrig wiedergewählt. Im Januar 2010 gab Dorgan bekannt, dass er sich bei den Wahlen im November des Jahres nicht erneut um sein Mandat bewerben werde; damit schied er am 3. Januar 2011 aus dem Senat aus.
Dorgan veröffentlichte 2006 das Buch Take This Job and Ship It: How Corporate Greed and Brain-Dead Politics Are Selling Out America.
Der Lutheraner ist in zweiter Ehe mit Kimberly Olson verheiratet; sie haben zwei Kinder. Aus seiner ersten Ehe hat Dorgan ebenso zwei Kinder. Dorgan lebt mit seiner Familie in Bismarck.

## Werke von Dorgan
- Take this Job and Ship It. How Corporate Greed and Brain-Dead Politics are Selling Out America. Thomas Dunne Books/St. Martin’s Press, New York, NY 2006, ISBN 0-312-35522-X.
- Electric Transmission Infrastructure and Investment Needs: Hearing Before the Committee on Energy and Natural Resources. Diane Publishing Co., Darby, PA 2003, ISBN 0-7567-2997-1.